# Айвор Кемпбелл
Айвор Кемпбелл (англ. Ivor Campbell, 11 січня 1898 — 1 вересня 1971) — канадський академічний веслувальник.
Срібний призер Олімпійських Ігор 1924 року в складі вісімки.